# Bresle
Bresle (pikardiska:Brèle) är en kommun i departementet Somme i regionen Hauts-de-France i norra Frankrike. Kommunen ligger i kantonen Corbie som tillhör arrondissementet Amiens. År 2022 hade Bresle 118 invånare.

## Befolkningsutveckling
Antalet invånare i kommunen Bresle
| Referens: INSEE |